# Night Ride Home
Night Ride Home  er titlen på Joni Mitchells  fjortende studiealbum (sekstende i alt), som blev udgivet i 1991. Det var den sidste af de fire album, hun fik udgivet på Geffen Records.
Albummet indeholdt ikke numre, der kom på hitlisterne som singler. Blandt numrene er "Cherokee Louise", der handler om en barndomsveninde, der blev udsat for seksuelle overgreb. I nummeret "Come in from the Cold" reflekterer Mitchell over barndommen i kontrast til at være midaldrende, mens titelnummeret var inspireret af en måneklar nat på Hawaii.

## Numre
Alle  numre er skrevet af Joni Mitchell selv med mindre andet er nævnt.
1. "Night Ride Home" (3:21)
2. "Passion Play (When All the Slaves Are Free)" (5:25)
3. "Cherokee Louise" (4:32)
4. "The Windfall (Everything for Nothing)"  (5:15)
5. "Slouching Towards Bethlehem" (6:54) – baseret på digtet "The Second Coming" af W.B. Yeats
6. "Come in from the Cold" (7:31)
7. "The  Beat of Black Wings" (5:19)
8. "Nothing Can Be Done"  (4:53) – tekst af Mitchell, musik af Larry Klein
9. "The Only Joy in Town" (5:11)
10. "Ray's Dad's Cadillac"  (4:33)
11. "Two Grey Rooms" (3:57)

## Musikere
På albummet spiller Joni Mitchell på guitar, keyboard, percussion, lige som hun synger. På "The Only Joy in Town" spiller hun desuden obo, billatron og omnichord. Hun suppleres af sin daværende mand Larry Klein  (bas, keyboard, percussion, guitar), Vinnie Colaiuta (trommer), Michael Landau  (guitar), Bill Dillon  (guitar, steelguitar), Wayne Shorter  (sopransaxofon) og Alex Acuña  (percussion). Desuden synger Brenda Russell, David Baerwald og Karen Peris kor, mens Jeremy Lubbock stod for arrangementet og dirigerede på "Two Grey Rooms".

## Cover
Forsiden  af albummets cover kombinerer et fotografi af Mitchell, der er dækket af et silhuetbillede, hvor der i venstre side ses omridset af et ansigt set fra siden. Silhuetten omslutter hele coveret, så man kun ser panden, øjnene og det øverste af næse og kinder på Mitchell-fotoet, der i øvrigt et overbelyst, så huden ser meget bleg ud i kontrast til den sorte silhuet. I silhuetten lige under billedet er desuden indsat et landskab med en sø i centrum.
Hendes  navn er trykt i hvidt øverst med albummets  titel placeret i en mindre skriftstørrelsen nedenunder.